# عبدالکریم بن جمیل
عبدالکریم بن جمیل (عربی: عبد الكريم بن جميل؛ زادهٔ ۵ دسامبر ۱۹۵۹) بازیکن هندبال اهل الجزایر بود.